# Macrophiothrix longipeda
Macrophiothrix longipeda är en ormstjärneart som först beskrevs av Jean-Baptiste Lamarck 1816.  Macrophiothrix longipeda ingår i släktet Macrophiothrix och familjen Ophiothrichidae. Inga underarter finns listade i Catalogue of Life.